# Helminthotheca echioides
Espèce
Helminthotheca echioides, la Picride fausse vipérine, est une espèce de plante à fleurs de la famille des Asteraceae, de la sous-famille des Cichorioideae et de la tribu des Cichorieae.
C’est une plante herbacée annuelle, à tiges dressées couvertes de poils raides et épais. Elle se reconnait aussi par ses bractées (à la base du capitule) de deux formes : les bractées internes étroites, les bractées externes écartées du capitule, vertes et très larges (voir photo ci-contre). Le capitule est composé de fleurons jaunes tous ligulés.
Elle a une large distribution allant du pourtour méditerranéen au Caucase, de l’Europe de l’Est au Turkménistan.
Elle pousse  dans les cultures, les friches, les bords de chemins et est souvent désignée comme étant une « mauvaise herbe ».

## Nomenclature et étymologie
L’espèce a été décrite et nommée Picris echioides par Linné en 1753, dans Species Plantarum 2: 792.
Plus de deux siècles plus tard, en 1973, le botaniste tchécoslovaque Josef Holub (1930-1999) a transféré l’espèce vers le genre Helminthotheca dans Folia Geobotanica et Phytotaxonomica 8(2): 176. 1973. L'espèce a également été classée dans le genre Helminthia (en 1791 et 1794).
Le nom de genre Helminthotheca est un nom composé de latin scientifique formé à partir de deux racines du grec ancien Ελμίνθος - helminthos (de ἕλμινς, ινθος (ἡ)) « ver intestinal » et θήκη - thékê « boîte, coffre, étui ». Ensemble, ils peuvent être interprétés comme « étui de ver, coffre de ver », ce qui peut être une référence au fruit de certaines espèces du genre qui est aplati et strié en travers comme certains vers intestinaux, les helminthes, et la plante fut traditionnellement utilisée contre ces vers. 
L’épithète spécifique echioides en latin vient de deux étymons du grec ancien ἔχις - echis « vipère » et -οειδής - -oides « ressemblant, semblable à ». Le qualificatif echioides renvoie à la ressemblance des feuilles de cette espèce à celles de l’Echium vulgare, vipérine commune.

## Synonymes
Selon POWO, le nom actuellement valide (en 2023) de Helminthotheca echioides a au cours de l’histoire reçu 19 synonymes
Synonymes homotypiques
- Crepis echioides (L.) All. en Fl. Pedem. 1 : 222 (1785)
- Helminthia echioides (L.) Joseph Gaertner, De Fructibus et Seminibus Plantarum 2 : 368 (1791)
- Helminthia tuberculata Moench dans Methodus : 539 (1794), nom. superfl.
- Picris echioides L. dans Sp. Pl. : 792 (1753)

Synonymes hétérotypiques
- Helminthia dichotoma Dulac en Fl. Hautes-Pyrénées : 496 (1867)
- Helminthia echioides proles humifusa (Willd.) Rouy in G.Rouy & J.Foucaud, Fl. France 10 : 20 (1908)
- Helminthia echioides subsp. humifusa (Willd.) Arcang. en comp. Fl. Ital.: 419 (1882)
- Helminthia échioides var. mollis Duby dans Bot. Gall., par prima : 300 (1828)
- Helminthia humifusa (Willd.) Trevir. à Nova Acta Phys.-Med. Acad. Cés. Léop.-Carol. Nat. Cur. 13(1): 195 (1826)
- Helminthia pratensis Chevall. en Fl. Gén. Env. Paris 2 : 552 (1828)
- Helminthia rigida Schult. à Observ. Bot. : 168 (1809)
- Helminthia spinosa DC. dans JBAMde Lamarck & APde Candolle, Fl. Franç., éd. 3, 4 : 58 (1805)
- Helminthotheca échioides var. incisa PDSell in Fl. Gr. Britannique. Irlande 4 : 532 (2006)
- Helminthotheca échioides var. mollis (Duby) PDSell en Floride. Gr. Britannique. Irlande 4 : 532 (2006)
- Helminthotheca échioides var. pratensis (Chevall.) PDSell en Fl. Gr. Britannique. Irlande 4 : 532 (2006)
- Hieracium helminthia EHLKrause dans JWSturm, Deutschl. Fl. Abbild., éd. 2. 14 : 88 (1906)
- Picris humifusa Willd. dans Mag. Neuesten Entdeck. Gesamten Naturk. Ges. Naturef. Freunde Berlin 1 : 137 (1807)
- Picris ruderalis Salisb. dans Prodr. Remuez. Type. Allerton : 179 (1796)
- Picris spinosa (DC.) Poiré. dans JBAMde Lamarck, Encycl., Suppl. 4 : 408 (1816)

## Description

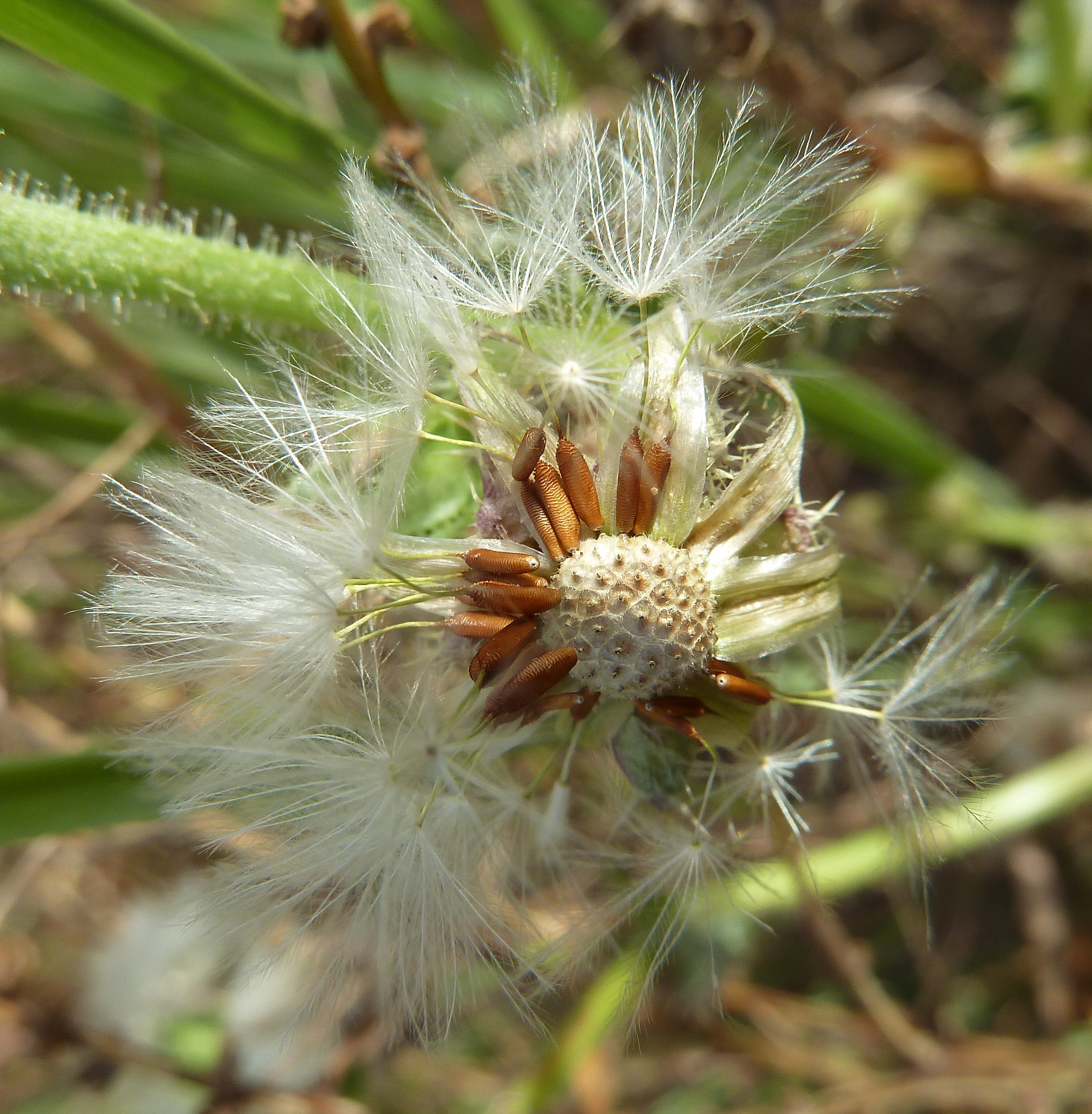
Réceptacle floral avec akènes (cypselae) à aigrettes plumeuses.

La taille varie de 30 cm à 80 cm, voire 90 cm dans certaines régions. Toute la plante est hérissée de poils raides. La tige est dressée, striée et irrégulièrement ramifiée et couverte de poils très raides qui s’accrochent.
Les feuilles alternes sont longues à bord ondulé, très rugueuses avec des pétioles ailés ; les supérieures sont sessiles et engainent la tige.
Les fleurs sont disposées en grand nombre dans des capitules, entourés par deux rangées de bractées : les extérieures sont au nombre de trois à cinq, de forme cordée, alors que les intérieures sont en grand nombre, étroites et linéaires.
Les fleurs, sont disposées en capitules de 20 à 35 mm de diamètre, pédonculés. Chaque fleur comporte 5 pétales de couleur jaune vif, soudés à leur base et, à leur extrémité supérieure, se rejetant latéralement pour former une languette (on parle de fleur ligulées). Les 5 étamines sont soudées par leurs anthères.
Le fruit est un akène brun-jaunâtre, légèrement courbé, à stries transversales ondulées et apex denticulé, terminé par un long bec, portant un pappus à soies blanches et plumeuses, sur un réceptacle floral très convexe. C'est le calice accrescent qui est à l'origine de cette aigrette.
La floraison a lieu de juillet à septembre.
L'espèce est fréquemment confondue avec la Picride fausse épervière (Picris hieracioides) qui s'en distingue notamment en examinant la forme de l'involucre, à la base des fleurs.

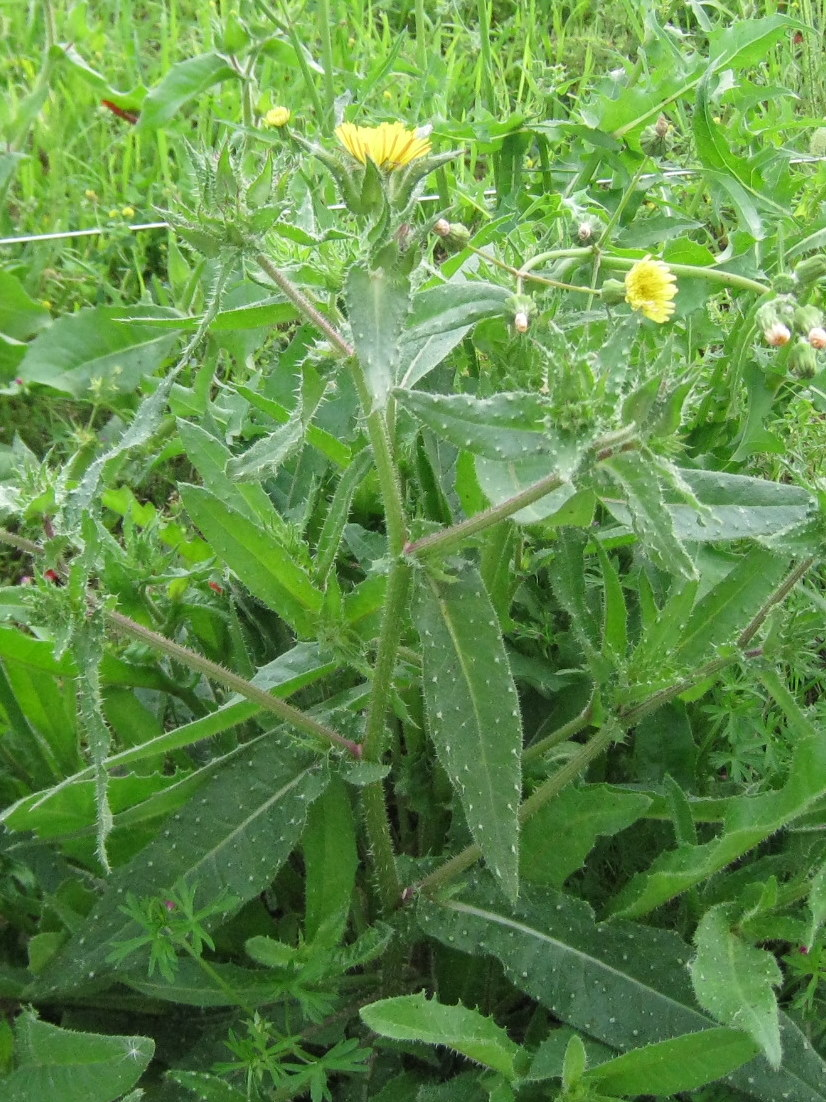
En pied.
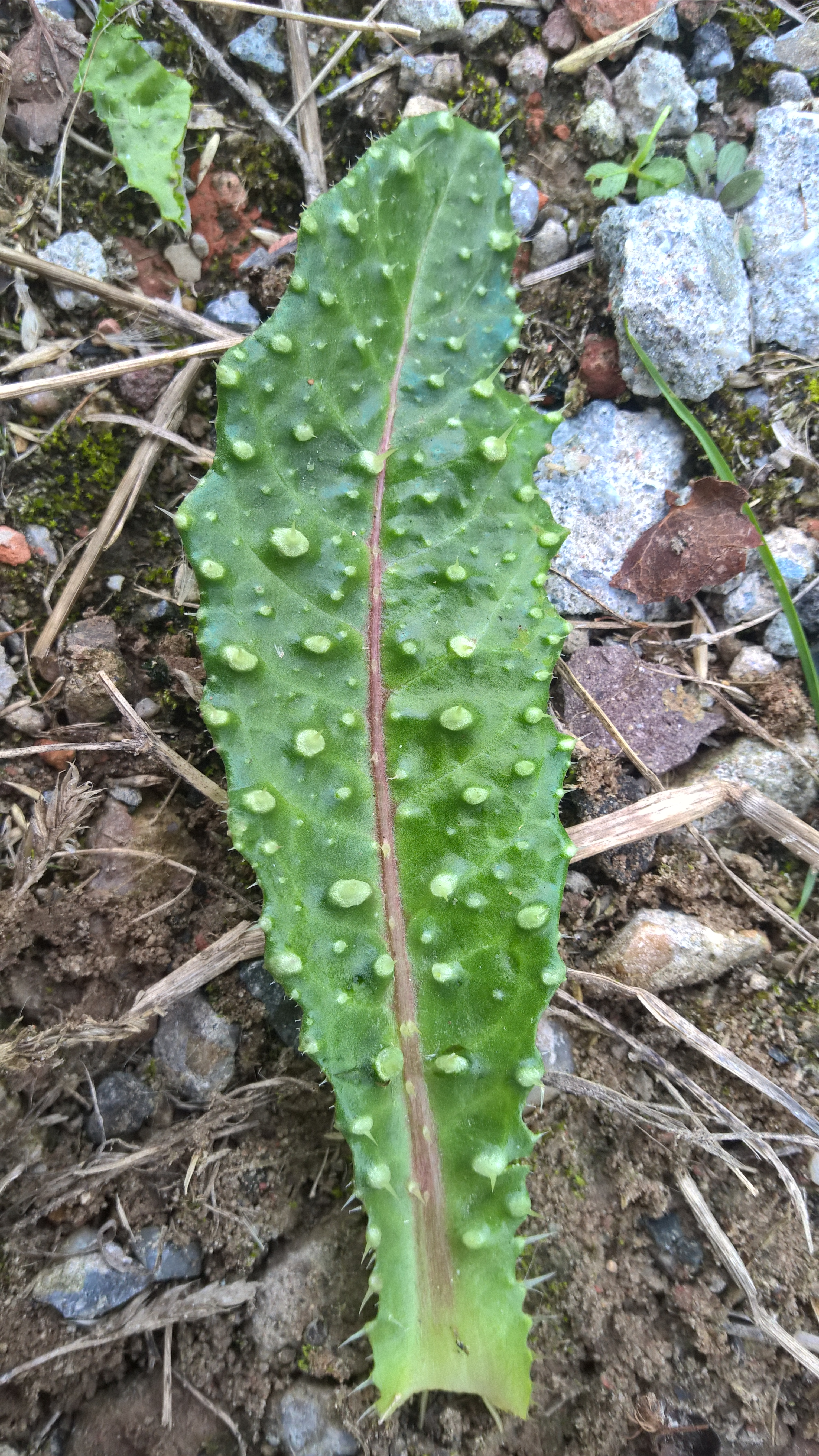
Feuille
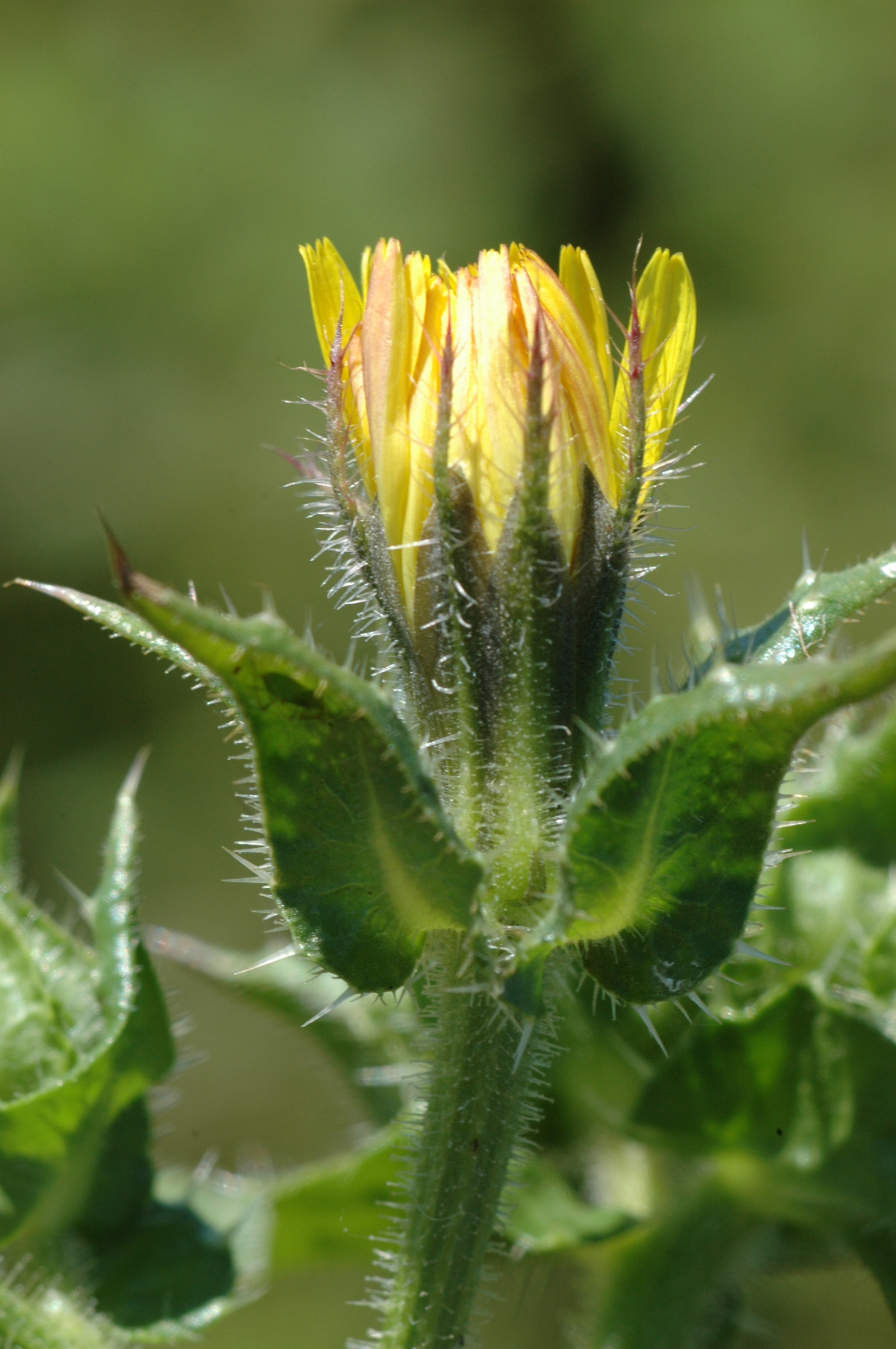
Capitule
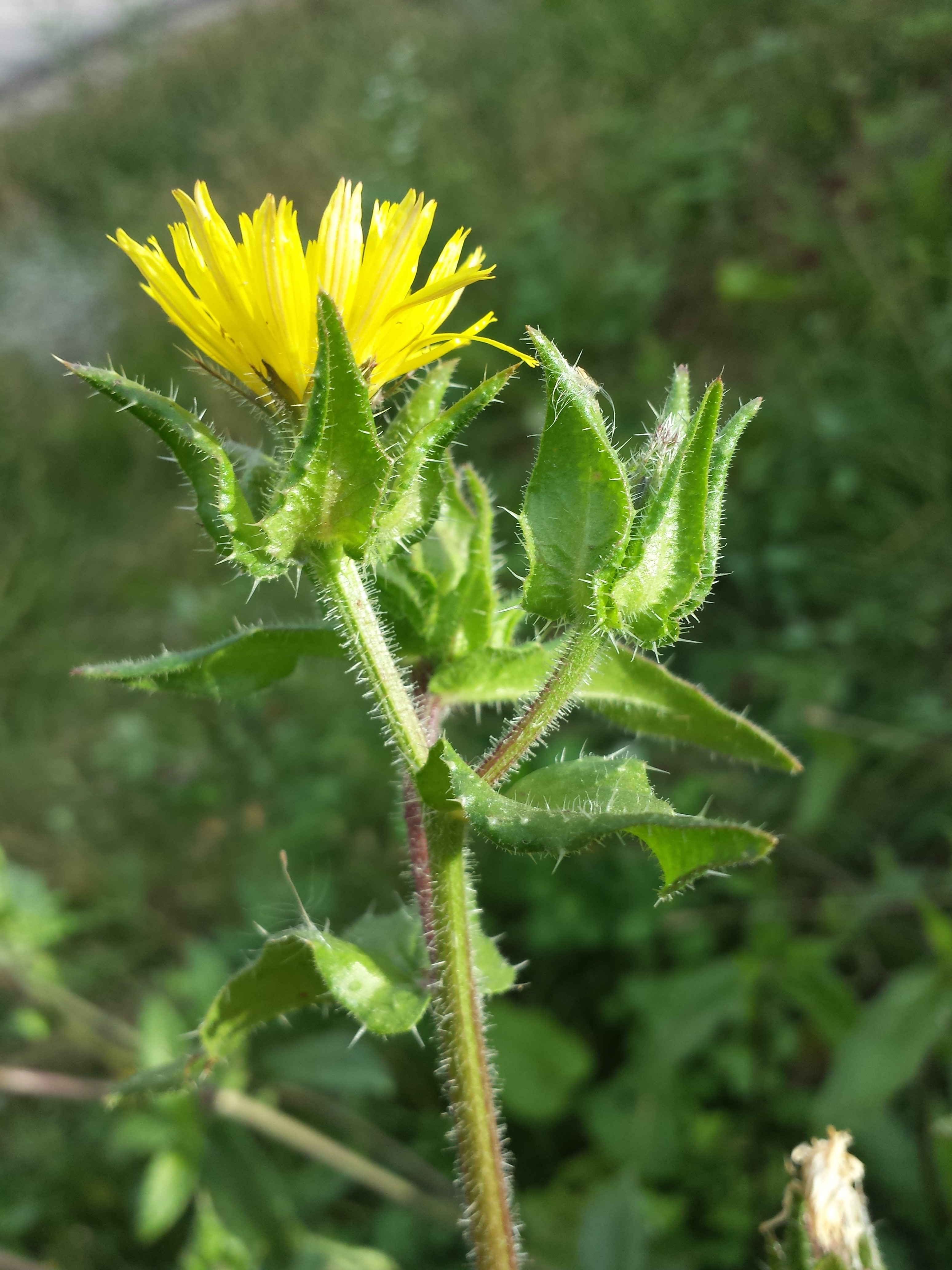
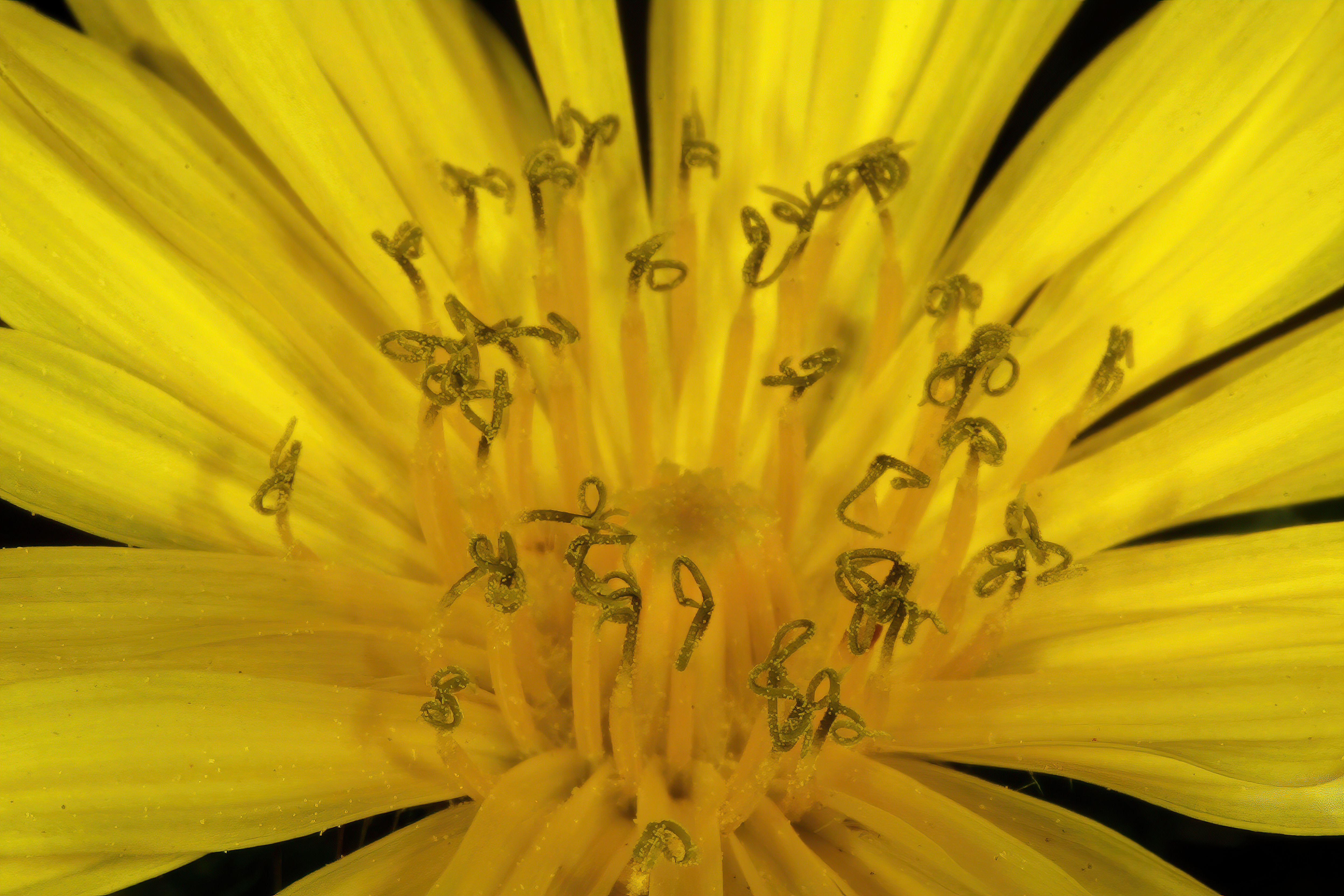
Détail du capitule: fleurs ligulées
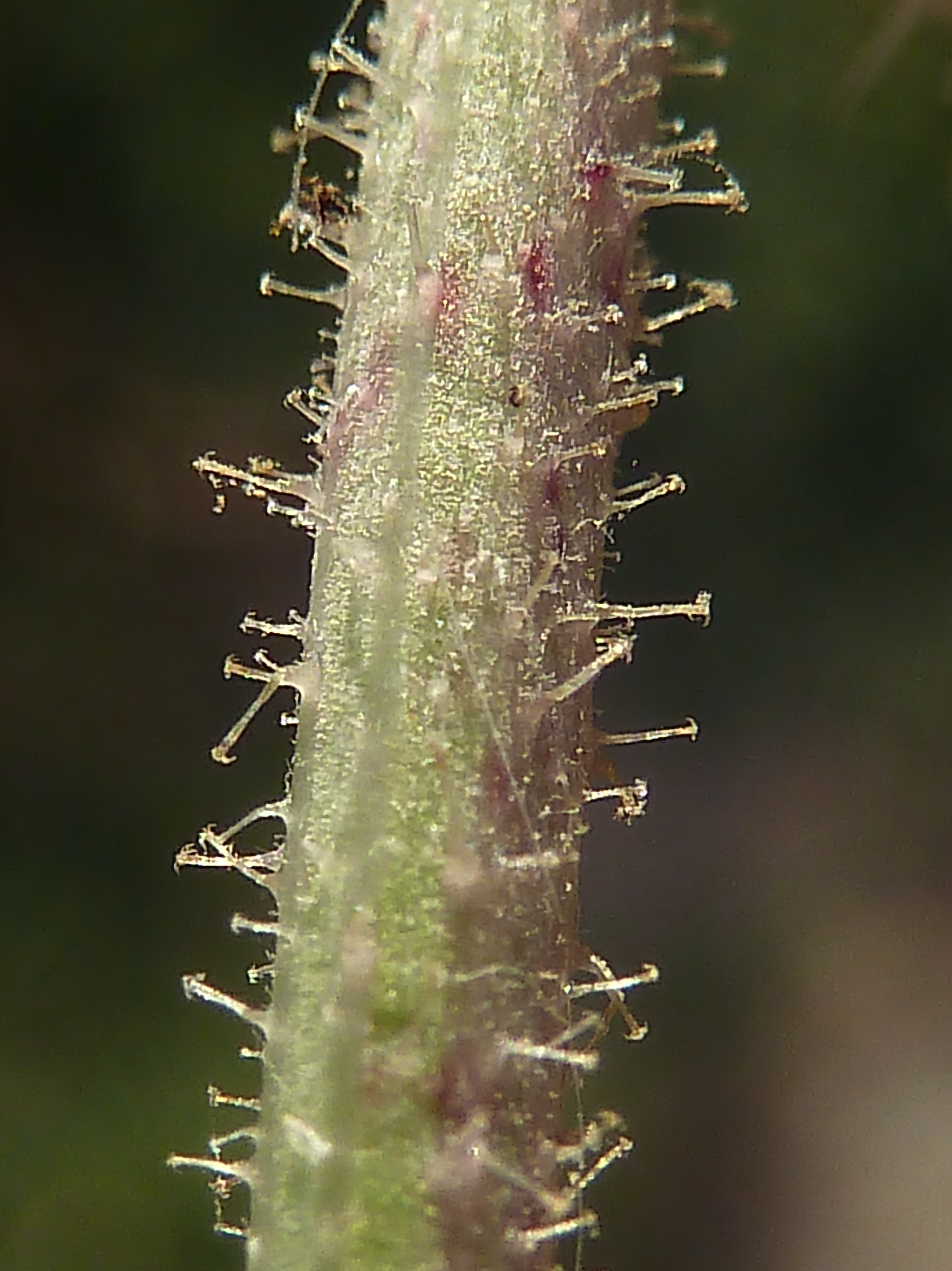
Tige avec poils à crochets
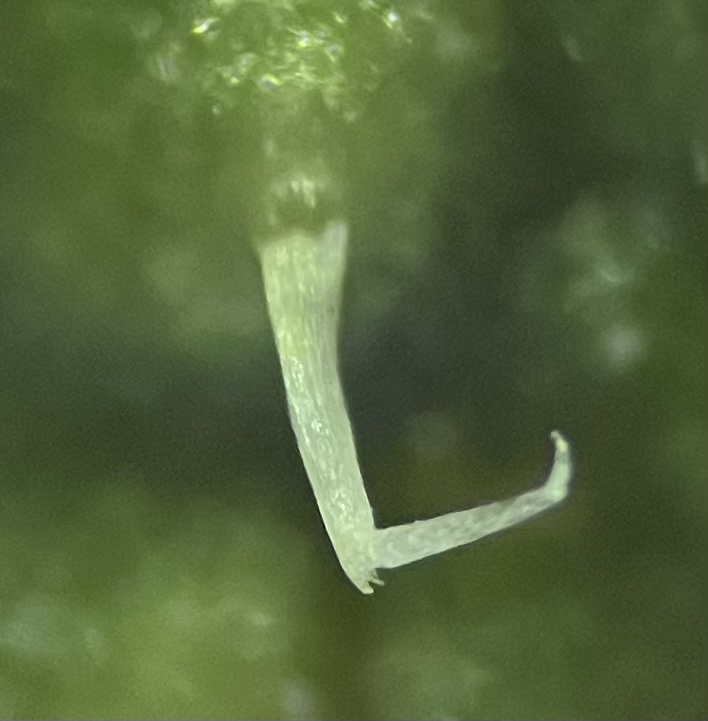
Poil

Biologie
C'est une thérophyte ou hémicryptophyte bisannuelle.

## Distribution et habitat

### Répartition
Selon POWO, l’espèce est originaire d’Albanie, Algérie, Açores, Baléares, Pays Baltes, Biélorussie, Bulgarie, Canaries, Cap-Vert, Corse, Chypre, Tchécoslovaquie, Est de l'Égée, Égypte, France, Grèce, Iran, Irak, Italie, Liban -Syrie, Libye, Madère, Maroc, Caucase du Nord, Palestine, Portugal, Sardaigne, Sicile, Espagne, Transcaucasie, Tunisie, Turquie, Turquie-en-Europe, Turkménistan, Ukraine, Yougoslavie.
L’aire de répartition naturelle va donc du pourtour de la Méditerranée au Caucase, à l’Europe de l’Est et au Turkménistan.
Elle a été introduite en Amérique du Nord, en Afrique du Sud et en Australie.
En France, l'espèce n’est indigène que dans le Midi et le littoral ouest, mais en expansion vers le nord depuis le XIXe siècle ; on la rencontre un peu partout mais de façons inégale. Son aire semble encore s'étendre vers l'Est de l'Europe où elle devient adventice.

### Habitat
Cette plante pousse dans les cultures, les friches, les bords de chemins, les digues. Elle est thermoxérophile et nitrophile.

## Utilisations
médicinales
La picride fausse vipérine est une plante médicinale qui était autrefois utilisée comme vermifuge dans le traitement contre les vers helminthes.
Les feuilles sont parfois encore consommées dans la zone méditerranéenne comme légume sauvage pour ses vertus vermifuges.
Elle peut être localement abondante voire envahissante.